# Powódź w Poznaniu (1585)
Powódź w Poznaniu w 1585 – powódź, która nawiedziła Poznań w kwietniu 1585 i należała do największych w historii miasta.
Klęska nawiedziła Poznań w kwietniu, zalewając większość przedmieść i samo miasto (nienaruszone ocalały jedynie Święty Marcin i Święty Wojciech - położone na wzgórzach). Woda dostała się m.in. do kościoła bernardyńskiego, dominikańskiego, farnego i Wszystkich Świętych. Na Starym Rynku poziom zalewu osiągnął trzy łokcie. Nabożeństwa wielkanocne tego roku odprawiano na pierwszym piętrze Wagi Miejskiej. Liczba ofiar nie jest znana, ale straty materialne były bardzo wysokie. Powódź trwała około trzech tygodni.